# Antonio Torres Carrillo
Antonio Ignacio Torres Carrillo (23 de mayo de 1996, Guadalajara, Jalisco, México) es un futbolista mexicano que juega en la posición de portero. Actualmente milita en el Atlético Morelia de la Liga de Expansión MX, y participó con la selección juvenil en la Copa Mundial de Fútbol Sub-17 de 2013.

## Trayectoria

### Inicios y Club Deportivo Guadalajara
Surgió de las fuerzas básicas del Club Deportivo Guadalajara, llegando a la institución a los 11 años, por conducto de Chivas San Rafael, después de tres años migra a la Escuela de La Gigantera donde recibe la oportunidad de formar parte del equipo de Tercera División. Su debut en Tercera División se dio en un encuentro ante el equipo Atotonilco.
Con las inferiores del Guadalajara logró ganar la Copa Independencia y un bicampeonato con la categoría Sub-17. Después de su convocatoria para el mundial Sub-17 de 2013, donde no tuvo participación, regresa a Chivas para integrarse a la categoría Sub-20.
El 28 de agosto de 2018 debuta en la Copa MX ante el Monarcas Morelia, entrando de cambio ante la lesión de Miguel Jiménez al minuto 51.

## Estadísticas

### Clubes
Actualizado al último partido jugado el 6 de octubre de 2024.
| C. D. Guadalajara · México                                                    | 1.ª                 | 2018-19             | 0  | 0 | 1 | 0 | - | - | 1   | 0 | 0,00 |
| C. D. Guadalajara · México                                                    | Total               | Total               | 0  | 0 | 1 | 0 | 0 | 0 | 1   | 0 | 0,00 |
| C. D. Tapatío · México                                                        | 2.ª                 | 2020-21             | 9  | 0 | - | - | - | - | 9   | 0 | 0,00 |
| C. D. Tapatío · México                                                        | Total               | Total               | 9  | 0 | 0 | 0 | 0 | 0 | 9   | 0 | 0,00 |
| A. D. Guanacasteca · Costa Rica                                               | 1.ª                 | 2021-22             | 27 | 0 | - | - | - | - | 27  | 0 | 0,00 |
| A. D. Guanacasteca · Costa Rica                                               | 1.ª                 | 2023                | 21 | 0 | - | - | - | - | 21  | 0 | 0,00 |
| A. D. Guanacasteca · Costa Rica                                               | Total               | Total               | 48 | 0 | 0 | 0 | 0 | 0 | 48  | 0 | 0,00 |
| A. D. San Carlos · Costa Rica                                                 | 1.ª                 | 2022                | 10 | 0 | - | - | - | - | 10  | 0 | 0,00 |
| A. D. San Carlos · Costa Rica                                                 | Total               | Total               | 10 | 0 | 0 | 0 | 0 | 0 | 10  | 0 | 0,00 |
| A. Morelia · México                                                           | 2.ª                 | 2023-24             | 22 | 0 | - | - | - | - | 22  | 0 | 0,00 |
| A. Morelia · México                                                           | 2.ª                 | 2024-25             | 10 | 0 | - | - | - | - | 10  | 0 | 0,00 |
| A. Morelia · México                                                           | Total               | Total               | 32 | 0 | 0 | 0 | 0 | 0 | 32  | 0 | 0,00 |
| Total en su carrera                                                           | Total en su carrera | Total en su carrera | 99 | 0 | 1 | 0 | 0 | 0 | 100 | 0 | 0,00 |
| (1) Incluye datos de Copa México. (3) No incluye goles en partidos amistosos. |                     |                     |    |   |   |   |   |   |     |   |      |

## Palmarés

#### Campeonatos internacionales
| Título            | Club        | País   | Año  |
| ----------------- | ----------- | ------ | ---- |
| Liga de Campeones | Guadalajara | México | 2018 |